# Nomadeus
 (mars 2011).
Si vous disposez d'ouvrages ou d'articles de référence ou si vous connaissez des sites web de qualité traitant du thème abordé ici, merci de compléter l'article en donnant les références utiles à sa vérifiabilité et en les liant à la section « Notes et références ».
Nomadeus est un groupe de musique français fondé en 1998, orienté vers les musiques d'Europe de l'Est en général, particulièrement des Balkans, klezmer, tzigane et arméniennes.

## Historique
Nomadeus a été fondé par Philippe Laye, Cédric Lecellier, Frédéric Besozzi et Sylvain Gargalian. Le nom du groupe fait référence tant à leur parcours, tous issus de conservatoires, qu'à leurs goûts esthétiques et leurs itinérances musicales et humaines. 

## Formation
- Philippe Laye : clarinette, Chant
- Frédéric Bessozi  : violon
- Cédric Lecellier : clarinette basse, chant
- Nano Namias : percussions afro-cubaines
- Sylvain Gargalian : accordéon

## Discographie
- Kleziane Bazaar (2009)
- Tzigish Land (2003)